# Старые Горки (Новгородская область)
Старые Горки — опустевшая деревня в Старорусском районе Новгородской области в составе Залучского сельского поселения.

## География
Находится в южной части Новгородской области на расстоянии приблизительно 43 км на юго-восток по прямой от районного центра города Старая Русса на левом берегу реки Пола.

## История
В 1908 году здесь (Старорусский уезд Новгородской губернии) было учтено 15 дворов.

## Население
Численность населения: 76 человек (1908 год), 0 как в 2002 году, так и в 2010.